# Molophilus exiguus
Molophilus exiguus är en tvåvingeart som beskrevs av Alexander 1927. Molophilus exiguus ingår i släktet Molophilus och familjen småharkrankar. Inga underarter finns listade i Catalogue of Life.